# Sieur de Kéréon
Sieur de Kéréon fut le premier gouverneur du port de Plaisance situé sur l'île de Terre-Neuve.

## Biographie
En 1655, le royaume de France nomme un premier gouverneur pour la petite colonie de pêcherie de Plaisance, Sieur de Kéréon d'origine bretonne. L'existence du havre de Plaisance comme refuge pour les pêcheurs de France est déjà connu depuis 1626, mais ce n'est qu'en 1655 que le premier gouverneur – le Sieur Kéréon – est nommé. Louis XIV pense qu'en nommant un gouverneur, une colonie peut s'organiser sur Terre-Neuve. Mais les États de Bretagne s'inquiètent de la création d'une colonie portuaire à Terre-Neuve qui pourrait concurrencer le port de Saint-Malo. Finalement le Sieur de Kéréon échouera dans sa mission de gouverneur.
En 1658, à la faveur de l'état de guerre qui existait alors entre la France et l'Angleterre, Louis XIV octroya à Nicolas Gargot de La Rochette, capitaine au long cours, le port de Plaisance, à titre de fief héréditaire, ainsi qu'une vaste concession s'étendant sur vingt-six lieues de profondeur dans la région du sud de Terre-Neuve. 
En 1660, une commission royale désignait Nicolas Gargot comte de Plaisance et deuxième gouverneur de l'île.